# Kelly Adams
Kelly Adams es una actriz inglesa, conocida por su papel como Mickie Hendrie en la serie Holby City y por haber interpretado a Emma Kennedy en Hustle.

## Biografía
Es hija de Sheila Brimblecombe. Se entrenó en el Mountview Academy of Theatre Arts en Wood Green, Londres.
Es muy buena amiga de los actores Matt Di Angelo y Jay Jacobs.
En febrero de 2011, se casó con su novio, el fotógrafo Chris Kennedy, en una ceremonia en Hackney Town Hall, después de haberle propuesto matrimonio durante un viaje a Brujas.

## Carrera
Entre sus participaciones en teatro se encuentran Dreams From a Summer House, My Three Angels, A Christmas Caol y en Our Man In Havan
En 2002 interpretó a la columnista y modelo Tara Palmer-Tomkinson en un documental acerca del príncipe Guillermo de Gales. En 2004 se unió al elenco de la serie Holby City, donde interpretó a Mickie Hendrie hasta 2006. En 2006 interpretó a la sirvienta Eve en un episodio de la serie Robin Hood. En 2009 obtuvo un pequeño papel en la película biográfica Bronson, donde interpretó a Irene. También apareció en el thriller Beacon77, que fue mostrado durante el Festival de Cine de Cannes en 2009. Ese mismo año se unió al elenco de la quinta temporada de la exitosa serie británica Hustle, donde interpretó a Emma Kennedy hasta el final de la serie el 17 de febrero de 2012.

## Filmografía

### Series de televisión
| Año         | Título               | Personaje      | Notas                                   |
| ----------- | -------------------- | -------------- | --------------------------------------- |
| 2004 - 2006 | Holby City           | Mickie Hendrie | 81 episodios                            |
| 2005        | Casualty             | Mickie Hendrie | episodio "Deny Thy Father: Part 1"      |
| 2006        | Robin Hood           | Eve            | episodio "A Thing or Two About Loyalty" |
| 2008        | Doctors              | Amanda Prior   | episodio "The Front Page"               |
| 2009 - 2012 | Hustle               | Emma Kennedy   | 24 episodios                            |
| 2010        | The Persuasionists   | Victoria Smee  | episodio "The Handsomeness"             |
| 2012        | The Town             | Lucy           | 3 episodios - miniserie                 |
| 2013        | Bluestone 42         | Mary           | 9 episodios                             |
| 2013        | Endeavour            | Cynthia Riley  | episodio "Home"                         |
| 2013        | Crimen en el paraíso | Liz Curtis     | episodio # 2.4                          |

### Películas
| Año  | Título                   | Personaje             | Notas                                                                |
| ---- | ------------------------ | --------------------- | -------------------------------------------------------------------- |
| 2002 | Prince William           | Tara Palmer-Tomkinson | junto a Jordan Frieda, Eddie Cooper y Thom Fell                      |
| 2009 | Beacon77                 | Sarah                 | junto a Jonathan Rhodes                                              |
| 2009 | My Last Five Girlfriends | Wendy                 | junto a Brendan Patricks                                             |
| 2009 | The Boxer                | Natalie               | junto a Josh Dallas y Henry Garrett                                  |
| 2009 | Bronson                  | Irene                 | junto a Tom Hardy, Luing Andrews y Matt King                         |
| 2012 | 2 in a Million           | Neema                 | corto - junto a Simon Robson, Adam James y Samantha Roberts          |
| 2012 | The Cricklewood Greats   | Jenny Driscoll        | junto a Peter Capaldi, Ben Aldridge, Tim Downie y Henry Lloyd-Hughes |
| 2013 | Tomorrow in a Day        | Rose                  | corto - junto a Daniel Caltagirone, Neil Linpow y Rob Jarvis         |

### Teatro
| Año | Obra              | Personaje | Director      | Teatro          | Notas                                  |
| --- | ----------------- | --------- | ------------- | --------------- | -------------------------------------- |
| -   | Our Man in Havana | -         | Richard Baron | Windsor Theatre | junto a Simon Shepherd y Clive Francis |